# Airó
Airó ist eine Gemeinde (Freguesia) im nordportugiesischen Kreis Barcelos. In ihr leben 883 Einwohner (Stand 19. April 2021) .

## Sehenswürdigkeiten

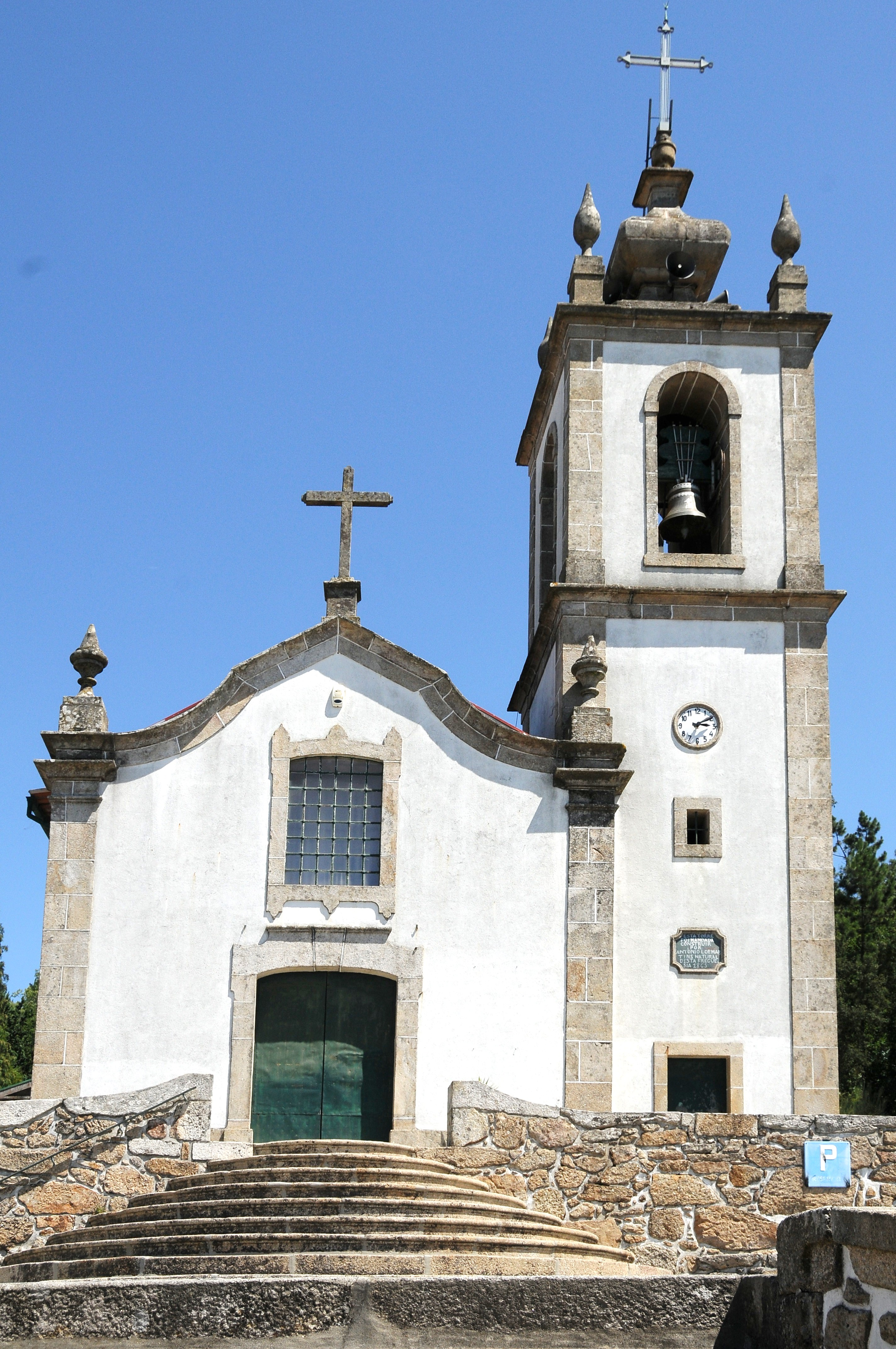
Kirche

- Kirche